# Dar Natury
Dar Natury – marka wody źródlanej, której obecnym właścicielem jest GetFresh Sp. z o. o., zatrudniająca ponad 330 pracowników. Twórcą marki była firma Nature Gifts Distribution Sp. z o.o. (1993 r.), a kolejnym jej właścicielem (w l. 2002-2016) Nestlé Waters Polska S.A. Woda jest dystrybuowana do biur i domów od sierpnia 1993, początkowo tylko w Warszawie, a od 1995 w Krakowie, Katowicach, Lublinie, Łodzi, Poznaniu, Trójmieście i Wrocławiu.

## Historia marki
Dar Natury należy do jednej z pierwszych w Polsce wód, które dostarczano bezpośrednio do biur i domów, pierwotnie tylko w opakowaniach 18,9 l, a później również 11 l. Obecnie sieć dystrybucji obejmuje ponad 85% terytorium Polski, a udział producenta w rynku szacowany jest na 21%.
W 2000 r. firma sprzedała ponad 100 mln litrów wody za 26 mln USD (ponad 100 mln zł).

## Charakterystyka
Pierwotnie woda czerpana była ze źródła w Częstoniewie koło Warszawy. Od kwietnia 2010 woda czerpana jest ze studni głębinowej w Rzeniszowie na Jurze Krakowsko-Częstochowskiej. Struktura geologiczna miejsca poboru (wapienie woźnickie i czerwone iły, pokryte cienkim nakładem osadów piaszczysto-żwirowych) zapewnia naturalną ochronę złóż wodonośnych. Pobierana woda ma niską zawartość wodorowęglanu sodu oraz odpowiedni poziom mineralizacji z przewagą wapnia i magnezu. Pobierana woda przechodzi proces napowietrzania oraz filtracji przez filtr piaskowy, podlegając badaniom w laboratorium przyzakładowym.
Skład mineralny – woda Dar Natury
- Woda źródlana niskozmineralizowana
- Stopień mineralizacji: 240,1 mg/l

Kationy:
- Wapniowy 44,00 mg/l
- Magnezowy 9,50 mg/l
- Sodowy 4,00 mg/l

Aniony:
- Siarczanowy 5,6 mg/l
- Wodorowęglanowy 177,00 mg/l

## System produkcji i dystrybucji
Puste butle są odbierane od klientów, a następnie podlegają myciu i dezynfekcji. Po ok. 30 cyklach napełniania zużyte butle są wycofywane z obiegu i w 100% kierowane do recyklingu.

## Nagrody i wyróżnienia
Tytuł „Dobry Produkt – Wybór Konsumentów” w latach 2013-2016.